# Mai 1776

## Événements
- 1er mai : Adam Weishaupt fonde l'ordre des Illuminés de Bavière[1].

- 4 mai : Rhode Island devient la première colonie américaine à renoncer à l'allégeance au Roi George III du Royaume-Uni.

- 6 mai : à l’arrivée de trois navires britanniques à Québec, les Américains lèvent le camp.

- 12 mai, France : devant l’hostilité des milieux politiques (remontrance du parlement de Paris) et commerciaux, Turgot démissionne[2]. Dans les six mois, tous les édits réformateurs sont retirés. Mais leur préambule constitue souvent une critique vigoureuse des institutions et ils sont lus par les curés au prône et affichés par les officiers municipaux. Le débat politique commence à glisser des dirigeants vers les dirigés.

- 21 mai, France : Clugny de Nuits est nommé contrôleur général des finances.

## Naissances
- 17 mai : Amos Eaton (mort en 1842), géologue et botaniste américain.
- 30 mai : André-Roch-François-Marie Gillet de Valbreuze (†1865), député français.

## Décès
- 23 mai : Julie de Lespinasse.
- 29 mai : Charles Claude de Ruis-Embito.